# Бујар Букоши
Бујар Букоши (алб. Bujar Bukoshi; Сува Река, 13. мај 1947 — 10. јун 2025) био је албански уролог и политичар са Косова и Метохије. Био је председник Владе самопроглашене Републике Косово између 1991. и 2000. године, а потом министар здравља друге Републике Косово. Дипломирао је на Медицинском факултету Универзитета у Београду. Један је од оснивача Демократске лиге Косова и изабран је за вођу странке.